# Вја Мадона дељи Анђели (Рим)
Вја Мадона дељи Анђели је насеље у Италији у округу Рим, региону Лацио.
Према процени из 2011. у насељу је живело 18 становника. Насеље се налази на надморској висини од 456 м.